# 畢構
畢 構（ひつ こう、生年不詳 - 716年）は、唐代の官僚。字は隆択。本貫は洛州偃師県。

## 経歴
武周のときの衛尉寺少卿の畢憬の子として生まれた。6歳で文章を作ることができた。若くして進士に及第し、金水県尉に任じられ、九隴県主簿に転じた。武則天に召し出されて左拾遺となった。神龍初年、中書舎人に任じられた。敬暉らが武氏の諸王を公に降格するよう請願する上奏をおこない、畢構が上表文を読み上げると、その声調は明るくのびやかで、その文句ははっきりしていて、聴く者に分かりやすかった。このため畢構は武三思に憎まれて、潤州刺史として出された。衛州刺史・同州刺史を歴任して、益州大都督府長史に転じた。
景雲初年、長安に召還されて左御史大夫に任じられ、陝州刺史に転じた。銀青光禄大夫の位を加えられ、魏県男に封じられた。ほどなく再び益州大都督府長史となり、剣南道按察使を兼ねた。州府の官を歴任して、その声誉功績は顕著であった。とくに蜀中の旧弊を革めて、その統治は清廉厳正と称された。睿宗がこれを聞いて畢構に璽書を賜って労った。
ほどなく戸部尚書に任じられ、吏部尚書に転じ、いずれも益州大都督府長史を遥領した。広州都督に転じた。先天元年（712年）、玄宗が即位すると、畢構は河南尹に任じられ、再び戸部尚書に転じた。開元4年（716年）、病にかかり、玄宗は医者を送って見舞わせた。ときに戸部尚書は凶官であるとして、太子詹事に改めて任じ、その回復を願わせた。10月癸丑、畢構は死去した。黄門監の位を追贈された。諡は景といった。
子の畢炕は天宝末年に広平郡太守となった。

## 伝記資料
- 『旧唐書』巻100 列伝第50
- 『新唐書』巻128 列伝第53